# Cottus poecilopus
Cottus poecilopus és una espècie de peix pertanyent a la família dels còtids.

## Descripció
- Fa 15 cm de llargària màxima (normalment, en fa 11,8).[5][6][7]

## Alimentació
Menja algues (incloent-hi diatomees), poliquets, crustacis, larves i crisàlides d'insectes aquàtics (Ephemeroptera, Trichoptera, Plecoptera i Chironomidae), i ous i larves de peixos.

## Hàbitat
És un peix demersal i de clima temperat (72°N-36°N, 10°E-171°E).

## Distribució geogràfica
Es troba a Euràsia.

## Longevitat
La seua esperança de vida és de 8 anys.

## Observacions
És inofensiu per als humans.